# 15506 Прейджел
15506 Прейджел (15506 Preygel) — астероїд головного поясу, відкритий 9 вересня 1999 року.
Тіссеранів параметр щодо Юпітера — 3,535.